# Mimì e gli straccioni
Mimì e gli straccioni è un film muto italiano del 1916 diretto da Guglielmo Zorzi.